# Lindemannglas
Lindemannglas ist ein Lithium-Beryllium-Borat-Glas. Die chemischen Elemente Silicium, Natrium und Calcium in gewöhnlichem Glas sind hier durch leichtere Elemente ersetzt. Das Glas ist benannt nach den Brüdern Frederick Alexander Lindemann (1886–1957) und Charles Lindemann († 1970), die das Glas zusammen mit Walther Nernst in Berlin entwickelt haben.

## Zusammensetzung
Zur Herstellung von Lindemannglas wird das Mischungsverhältnis 14,4 g Li2CO3, 6,44 g Be(OH)2 und 50 g H3BO3 geschmolzen.

## Verwendung
Durch die Abwesenheit von schweren, absorbierenden Elementen eignet sich Lindemannglas besonders für Anwendungen in der Röntgentechnik. In frühen Jahren wurde Lindemannglas als Material für die Austrittsfenster von Röntgenröhren verwendet. Heutzutage verwendet man hier hauptsächlich Berylliumfolien.

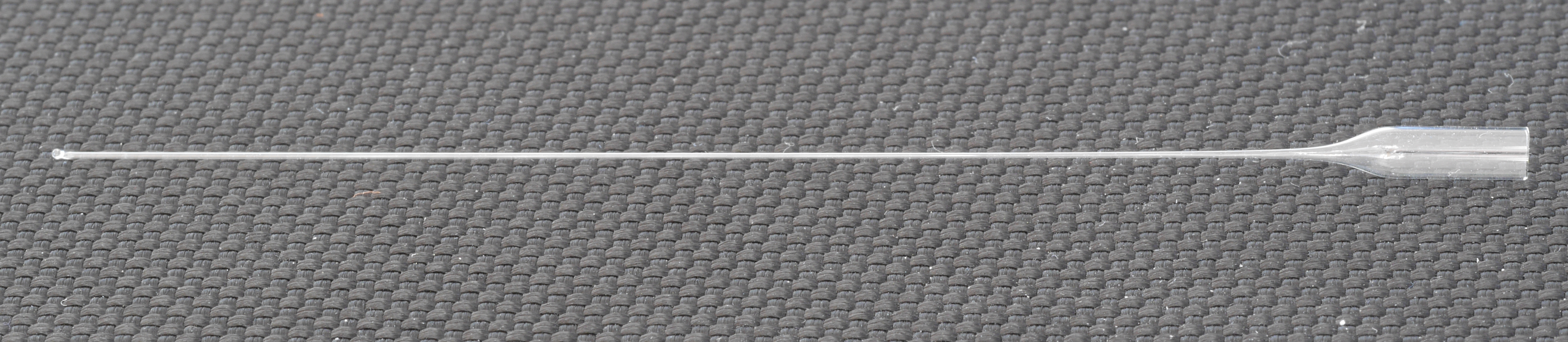
Markröhrchen zur Kristallmontage. Der Innendurchmesser beträgt hier ca. 0,3 mm und die Länge 80 mm.

Eine weitere wichtige Anwendung ist die Herstellung von Kapillaren („Markröhrchen“) zur Probenmontage für die Röntgenbeugung. Diese Kapillaren sind kommerziell in verschiedenen Größen erhältlich. Hiermit können sowohl Einkristalle als auch kristalline Pulver montiert werden.